# Eouvigerinoidea
Eouvigerinoidea, tradicionalmente denominada Eouvigerinacea, es una superfamilia de foraminíferos del suborden Rotaliina y del orden Rotaliida. Su rango cronoestratigráfico abarca desde el Albiense (Cretácico inferior) hasta la Plioceno.

## Clasificación
Eouvigerinoidea incluye a las siguientes familias:
- Familia Lacosteinidae
- Familia Eouvigerinidae